# Esse (Charente)
Esse é uma comuna francesa na região administrativa da Nova Aquitânia, no departamento de Charente. Estende-se por uma área de 30,37 km². Em 2010 a comuna tinha 504 habitantes (densidade: 16,6 hab./km²).